# Nordalbingiens
 (mai 2022).
Si vous disposez d'ouvrages ou d'articles de référence ou si vous connaissez des sites web de qualité traitant du thème abordé ici, merci de compléter l'article en donnant les références utiles à sa vérifiabilité et en les liant à la section « Notes et références ».

Localisation de la Nordalbingie.

Les Nordalbingiens (« ceux qui vivent au nord de l'Elbe »), ou Transalbins, sont un peuple germanique du Moyen Âge qui est établi près de l'embouchure de l'Elbe, dans la région de Nordalbingie, en Germanie.
Ils sont, avec les Westphaliens, les Ostphaliens et les Angrivariens, un des quatre peuples à se partager la Saxe primitive. Selon le chroniqueur Helmold von Bosau, les Nordalbingiens, qui vivaient dans la région de Hambourg, se répartissent en trois tribus : les Sturmariens (Sturmari), les Holzatiens (Holzati) et les Dietmar(s)chiens (Thetmarki).
Ces tribus ne se différencient ni par l'apparence ni par la langue, et tous respectent le droit saxon et la foi chrétienne. Helmold ajoute cependant qu'elles sont proches des païens (Danois et Slaves) et ont l'habitude de se livrer aux brigandages et aux pillages.
En 798, à la fin de la guerre qui oppose les Saxons aux troupes de Charlemagne, les Nordalbingiens attaquent les Obodrites, un peuple slave allié des Francs, mais sont battus et décimés sur les bords de la Schwentine, dans l'actuel Schleswig-Holstein. En 804, lorsque les Saxons sont définitivement soumis, Charlemagne fait déporter un grand nombre de Nordalbingiens dans son Empire carolingien.

## Sources
- Helmold von Bosau, Chronica Slavorum[source insuffisante]